# 駆ける男
『駆ける男』（かけるおとこ）は、松本清張の短編小説。『オール讀物』1973年1月号に掲載され、1977年9月に中短編集『馬を売る女』収録の1作として、文藝春秋より刊行された。
1980年にテレビドラマ化されている。

## あらすじ
瀬戸内海に面した名勝地の丘に聳える「亀子ホテル」。高貴な方も宿泊した由緒あるホテルで、4階の特別室には、皇族が御宿泊になった際の調度がそのままに残されていた。また、丘の下にはホテルと同じ経営の料理屋「蓬莱閣」があり、ホテルとは急傾斜の渡り廊下で結ばれていた。
北陸地方の成金・村川雄爾は、若い後妻の英子を連れて特別室に宿泊した。雄爾は心臓が少し弱く、身体を大事にしていた。夕食を取るため、丘の下の蓬莱閣へ降りた2人。しかし食事のあと、蓬莱閣の女中頭・鎌田栄子を見た雄爾は、「あいつが、居た…」と放心したように云い、脱兎のごとく走り出した。急傾斜の渡り廊下を飛ぶように駆け上がる雄爾。「駆ける男」はそのまま心臓麻痺で死亡した。
一方、客の留守を見計らい、こっそり特別室に潜入する男があった。蒐集狂の山井善五郎は、全国各地のホテルの「高貴の間」に侵入し、ゆかりの備品を頂戴してコレクションにするのが趣味であった。桐の鍍金飾りを剥がし首尾よく目的を達した善五郎だったが、床の上に奇妙な物が転がっているのを目にする。

## エピソード
- 著者は本作の手控えのメモを「愛知県蒲郡のGホテルは丘陵上の本館から麓の料理店までトンネル式の長い廊下で連結してある。相当な急斜面。下から上へ歩いて上る（エレベーターがない）。息切れがする」と記している[1]。
- 松本清張賞受賞作家の山口恵以子は、本作を「魅力的な謎、その論理的な解明、リアリティのあるキャラクター、トリックと偶然の皮肉な遭遇、ツイストの効いたストーリー展開と、ミステリーの魅力が短い枚数の中にギュウッと詰まっている」と評し「私は清張作品のベストワンに『駆ける男』を挙げている」と述べている[2]。

## テレビドラマ
「松本清張の駆ける男」。1980年7月19日、テレビ朝日系の「傑作推理劇場」第1作として「土曜ワイド劇場」枠にて放映。
2024年3月29日に発売されたDVD『傑作推理劇場ベストセレクション Vol.１＜ＨＤリマスター版＞』として初ソフト化された。
キャスト
- 村川英子：浜木綿子
- 雅代：長谷直美
- 板前：松橋登
- 村川雄爾：田中明夫
- 刑事：下塚誠
- 仲居：今成友見
- 仲居：北原まなか
- 栄子：日高澄子
- 医者：渡辺紀行
- ホテル受付：加島潤
- 刑事：志馬琢哉
- 葬儀屋職員：城戸卓
- 刑事：羽生昭彦
- 競馬中継を見る男：岡本忠孝
- おでん屋の親父：今井健太郎
- 刑事課長：高城淳一
- 山井善五郎：常田富士男
- 谷口刑事：山城新伍

スタッフ
- 原作：松本清張（カッパ・ノベルス刊）
- プロデューサー：堀内孝三、吉津正
- 脚本：池田雄一
- 監修：野村芳太郎
- 音楽：津島利章
- 撮影：満井坦彦
- 美術：加藤雅俊
- 録音：赤坂隆一
- 照明：丸林洋一
- 編集：菅野順吉
- 記録：河辺美津子
- 助監督：正森和郎
- 装置：秋元重矩
- 装飾：斉藤英世
- 美粧：太田とも子
- 衣裳協力：京都・高三、アキドレス
- 衣裳：松竹衣裳
- 調音：映広音響
- 現像：東洋現像所
- 進行：藤田義則、大野仁司
- 制作主任：莟宜次
- 制作担当：大塚尚史
- 監督：水川淳三
- 企画：霧プロダクション
- 制作：テレビ朝日、松竹株式会社

| テレビ朝日系列 傑作推理劇場 | テレビ朝日系列 傑作推理劇場      | テレビ朝日系列 傑作推理劇場    |
| 前番組                      | 番組名                           | 次番組                         |
| --------------------------- | -------------------------------- | ------------------------------ |
| -                           | 松本清張の駆ける男 （1980.7.19） | 森村誠一の魔少年 （1980.7.21） |